# Tunnel de Tampere

Le tunnel de la rive de Tampere (finnois : Tampereen rantatunneli ou tunnel de la voie côtière (finnois : Rantaväylä tunneli) est un Tunnel routier en bordure du lac Näsijärvi à Tampere en Finlande.

## Présentation
Le tunnel s'étend de Santalahti à Naistenlahti
en passant sous les quartiers de Särkänniemi, Amuri, Tammerkoski et Tampella.
Il mesure 2,3 kilomètres, ce qui en fait en 2016 le plus long tunnel routier de Finlande.
Il fait partie de la route nationale 12 au nord du centre de Tampere.
Quotidiennement 36 000 véhicules traversent le tunnel.
L'objectif du tunnel est d'éliminer les inconvénients causés par le trafic de transit dans le centre-ville: sur Paasikiven-Kekkosentie, les deux tiers sont du trafic de transit. 
En outre, le tunnel a permis la construction de bâtiments résidentiels à Ranta-Tampella et l'extension du centre-ville vers les rives du lac Näsijärvi ainsi que la réduction des nuisances sonores et la pollution.
Le tunnel mesure 14 mètres de large et 7,5 mètres de haut, avec une hauteur de conduite dégagée de 5 mètres. 
La voute du tunnel est à environ 20 mètres sous les rapides Tammerkoski.